# Acacia alemquerensis
Acacia alemquerensis är en ärtväxtart som beskrevs av Huber. Acacia alemquerensis ingår i släktet akacior, och familjen ärtväxter. Inga underarter finns listade i Catalogue of Life.